# Mokudžó
Mokudžó (Úterý) je čedičově-andezitová podmořská kaldera, nacházející se v Tichém oceánu 920 m pod hladinou moře. Rozměry kaldery jsou 3×2,3 km, výška stěn je asi 450 m. V kaldeře se nachází 180 m vysoký sopečný dóm. Od roku 1990 je kaldera překlasifikována na aktivní díky pozorované fumarolické aktivitě.